# (469615) 2004 PT107
(469615) 2004 PT107, também escrito como (469615) 2004 PT107, é um objeto transnetuniano (TNO) que está localizado no cinturão de Kuiper, uma região do Sistema Solar. O mesmo possui uma magnitude absoluta de 6,0 e tem um diâmetro com cerca de 400 km. O astrônomo Mike Brown lista este corpo celeste em sua página na internet como um candidato a possível planeta anão.

## Descoberta
(469615) 2004 PT107 foi descoberto no dia 13 de agosto de 2004 pelo astrônomo Marc W. Buie.

## Órbita
A órbita de (469615) 2004 PT107 tem uma excentricidade de 0,055 e possui um semieixo maior de 40,420 UA. O seu periélio leva o mesmo a uma distância de 38,202 UA em relação ao Sol e seu afélio a 42,639 UA.